# Keldsnor
Keldsnor eller Kelds Nor, et   64 hektar stort strandsø, en brakvandssø der er afskåret fra havet af en stenet strandvold på østsiden, tæt på sydspidsen  af Langeland, ved overgangen mellem  Kiel Bugt til Langelandsbælt. På nordsiden af strandvolden findes lave strandenge, der strækker sig som tunger ind i noret. Mod nordøst ligger Keldsnor Fyr.
Søen er lavvandet med en gennemsnitsdybde på 0,6 meter,  og cirka 1 meters dybde på det dybeste sted.  Naturstyrelsen ejer store arealer vest for noret, blandt andet det fredede område Gulstav på Langelands sydspids. Området ligger i Natura 2000-område nr. 127 Sydfynske Øhav. Dansk Ornitologisk Forening har en fuglestation ved Keldsnor.